# Woodlawn, Ohio
Woodlawn là một làng thuộc quận Hamilton, tiểu bang Ohio, Hoa Kỳ. Năm 2010, dân số của làng này là 3294 người.